# 康多莉扎·赖斯
康多莉扎·“康迪”·赖斯（英語：Condoleezza "Condi" Rice，1954年11月14日—），美国政治人物，曾任美国国务卿及美國國家安全顧問。赖斯生於美國亚拉巴马州伯明翰，她是美國歷史上第一位非裔女性國務卿，亦是就任此職的第二位非裔美国人（继科林·鲍威尔之后）以及第二位女性（继歐布萊特之后），同时也是第一位擔任美國國家安全顧問的女性。

## 早年
赖斯出生於美国亚拉巴马州伯明翰聖家社區醫院，是家中的独生女。父亲小约翰·韦斯利·赖斯是西敏教堂长老教会的牧师，母亲安吉利娜·赖斯是一名音乐教师。曾任哥伦比亚大学新闻研究所所长的尼古拉斯·莱曼刊在《纽约人》中的文章写道，“伯明翰最知名的富有黑人家庭是从事保险业的加斯顿家族。排名第二的是阿尔玛·鲍威尔一家（阿尔玛·鲍威尔嫁给了科林·鲍威尔）；她的父亲和叔叔曾经是城中两所黑人中学的校长。”1967年，由於赖斯的父亲接受丹佛大学所提供的一项管理职务，一家遷居丹佛。
赖斯15歲時開始學習鋼琴，以成為獨奏鋼琴家作為自己的目標。她曾與丹佛交響樂團合作演出莫札特D小調鋼琴協奏曲，獲得了學生競賽的獎項。直到大學為止，賴斯都維持鋼琴演奏專業。
賴斯首先於丹佛大學取得政治学学士学位，后再取得圣母大学政治学硕士学位及丹佛大学国际研究學院博士学位。她在丹佛大學的啟蒙老师是美国前国务卿馬德琳·歐布萊特的父亲——自捷克斯洛伐克流亡至美国的外交官——約瑟夫·科貝爾教授。

## 從政

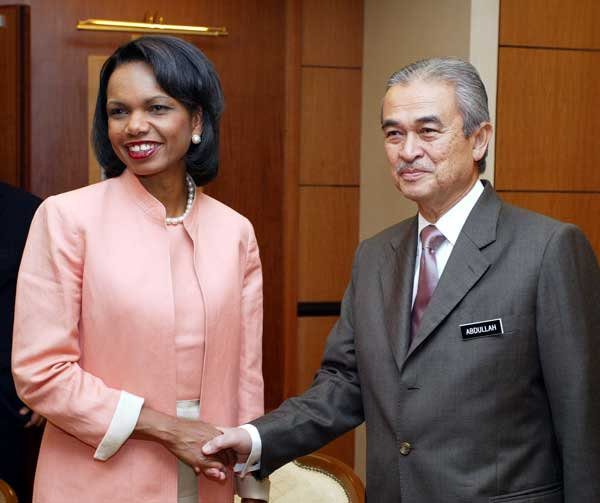
赖斯与马来西亚首相阿都拉·巴达威会面（2006年6月27日）

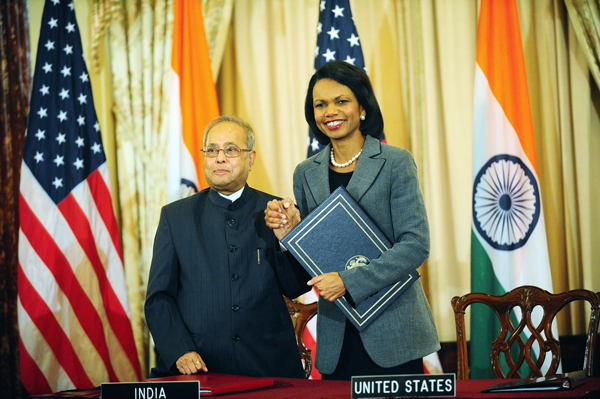
在签署《印美民用核協議》后，印度外交部长普拉纳布·慕克吉与赖斯一起合影（2008年10月10日）

1989年起在乔治·H·W·布什政府任职。1991年，为老布什撰写了《基辅鸡演说》，警告乌克兰“自杀式民族主义”，演说发布后三个月乌克兰独立，苏联解体，该演说在乌克兰和美国引发争议。

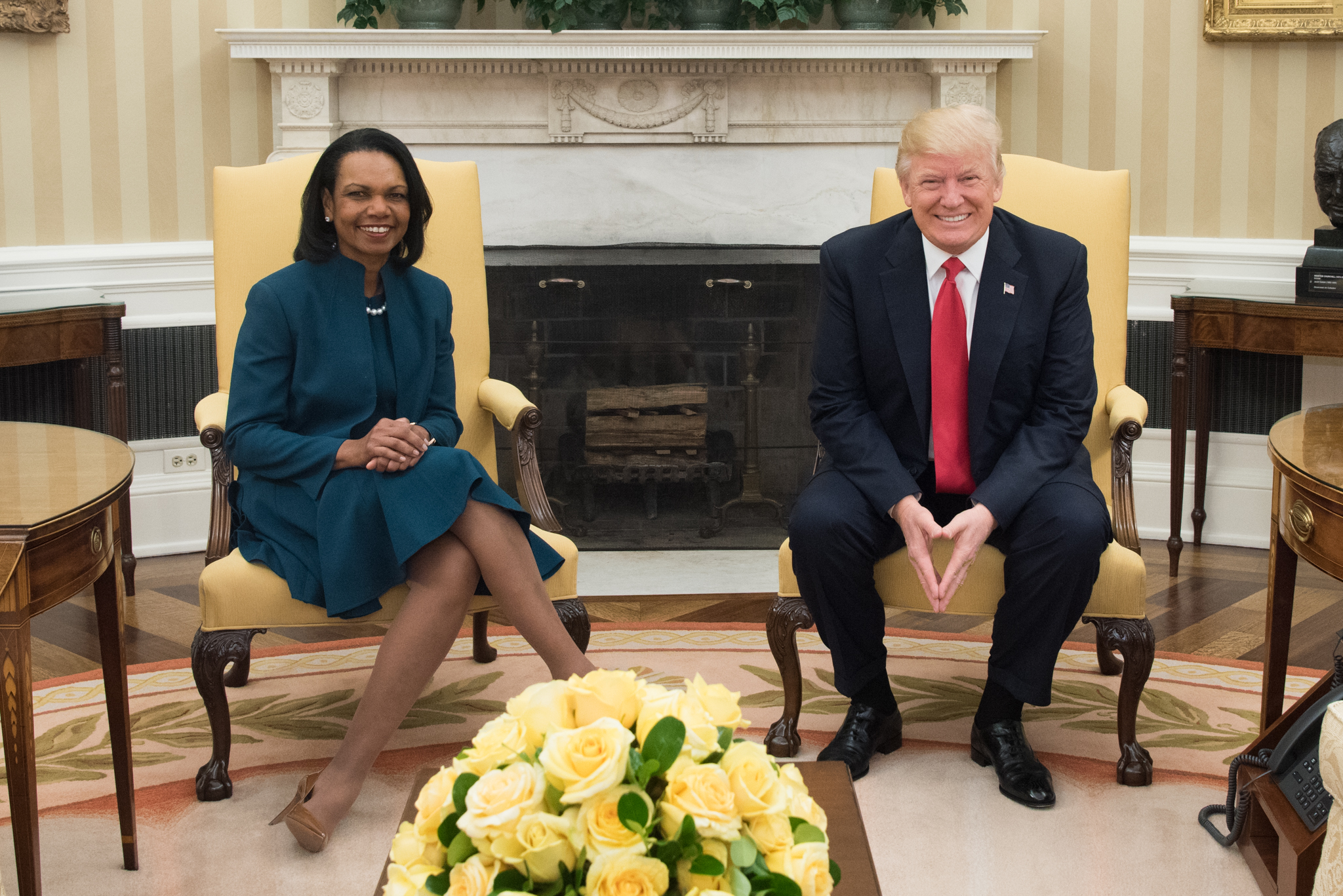
2017年3月31日赖斯与总统唐纳德·特朗普

2001年，在美国总统乔治·沃克·布什的第一任期间任职国家安全顾问。她是擔任此職的第二位非裔美国人和第一位女性。2004年11月16日，布什提名赖斯，接替克林·鲍威尔成为国务卿。2005年1月26日，美国参议院以85票对13票确认她的提名，而她在当日尔后宣誓就职。

## 近期活動
退出政坛后，赖斯担任了斯坦福大学教授一职。

## 政策立場
赖斯的主張向來是以軍事手段解決對外關係的主要手段，作風跟倫斯斐等官員同屬鷹派。2006年中東的黎巴嫩戰爭引發賴斯與總統布什的意見不同。在布什担任总统期间，曾公开表示过对国务卿赖斯的不满。
她表示美國長久以來的立場未變，根本利益在於一個和平與穩定的兩岸關係，美國反對任何一方片面改變現狀。萊斯表示「中美有許多歧見須面對，要求中方立即停止南海造陸」，同時她也表示「希望中美願意就氣候變遷的問題共同想辦法解決」。

## 作品節選
- Rice, Condoleezza. . Crown Archetype. 2010. ISBN 978-0-307-58787-9.
- Rice, Condoleezza. . Crown Archetype. 2011. ISBN 978-0-307-58786-2.
  - 中文版《赖斯成长回忆录-非同寻常》2011译林出版社

## 軼事
- 她的名字是由意大利语中表达“甜美的演奏”的单词“con dolcezza”变化而来。[6]
- 除了母语英语，赖斯还会讲俄语、法语和西班牙语。
- 賴斯並未結過婚，也沒有子女。

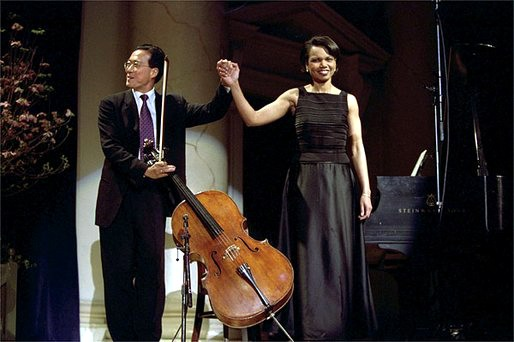
賴斯與大提琴家馬友友聯袂向觀眾致意，2002年4月22日

- 最喜愛的音樂家是约翰内斯·勃拉姆斯，認為他的音樂「熱情，但不感情用事」。[4]2002年4月22日，賴斯與馬友友合作，於憲法廳的国家艺术奖章頒獎典禮上演出勃拉姆斯第3號奏鳴曲的改編版本。[4][7]